# Tasmaphena ruga
Tasmaphena ruga är en snäckart som först beskrevs av Legrand 1871.  Tasmaphena ruga ingår i släktet Tasmaphena och familjen Rhytididae. Inga underarter finns listade i Catalogue of Life.